# Бурдалю

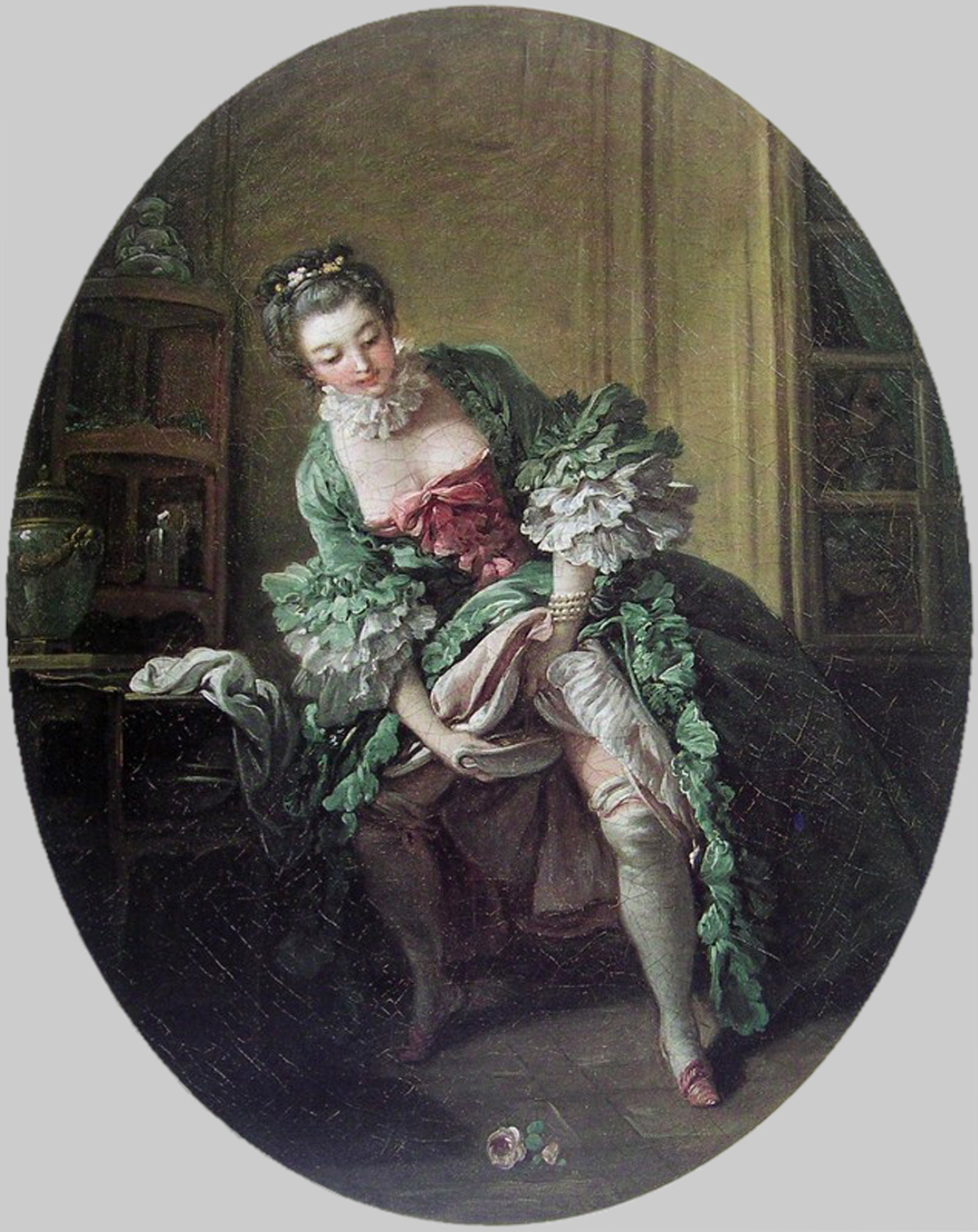
Франсуа Буше. «Интимный туалет», 1760-е

Бурдалю́ (бурдалу; фр. bourdalou) — женское подкладное судно для мочеиспускания (утка), продолговатой формы с одной ручкой, по форме напоминающее соусник — изящный предмет французского обихода XVII—XVIII веков.

## Описание
Бурдалю обычно изготавливались из фаянса или фарфора.
Как правило, изделие украшалось изысканной росписью.
Иногда на донышке бурдалю помещались рисунки и надписи игривого содержания, соответствующие нравам XVIII века.
Например, на бурдалю из петергофской коллекции изображён глаз и надпись на французском языке: «Он тебя видит, шалунишка!».

## История
Самые ранние сохранившиеся бурдалю датируются первым десятилетием XVIII века. По легенде, название произошло от имени Луи Бурдалу, который во времена Людовика XIV читал столь длинные проповеди, что дамам, чтобы иметь возможность дослушать их до конца, приходилось брать с собой в церковь «дневные вазы».

## Использование
Бурдалю использовались представительницами высших слоёв общества во время длительных поездок или визитов в качестве мобильных «дневных ваз». Служанки были обучены аккуратно подсовывать бурдалю под юбки госпожам (трусов в то время женщины не носили). Приподнятый кончик с одной стороны и ручка с другой позволяли женщине справить нужду и без помощи посторонних, в положении стоя.

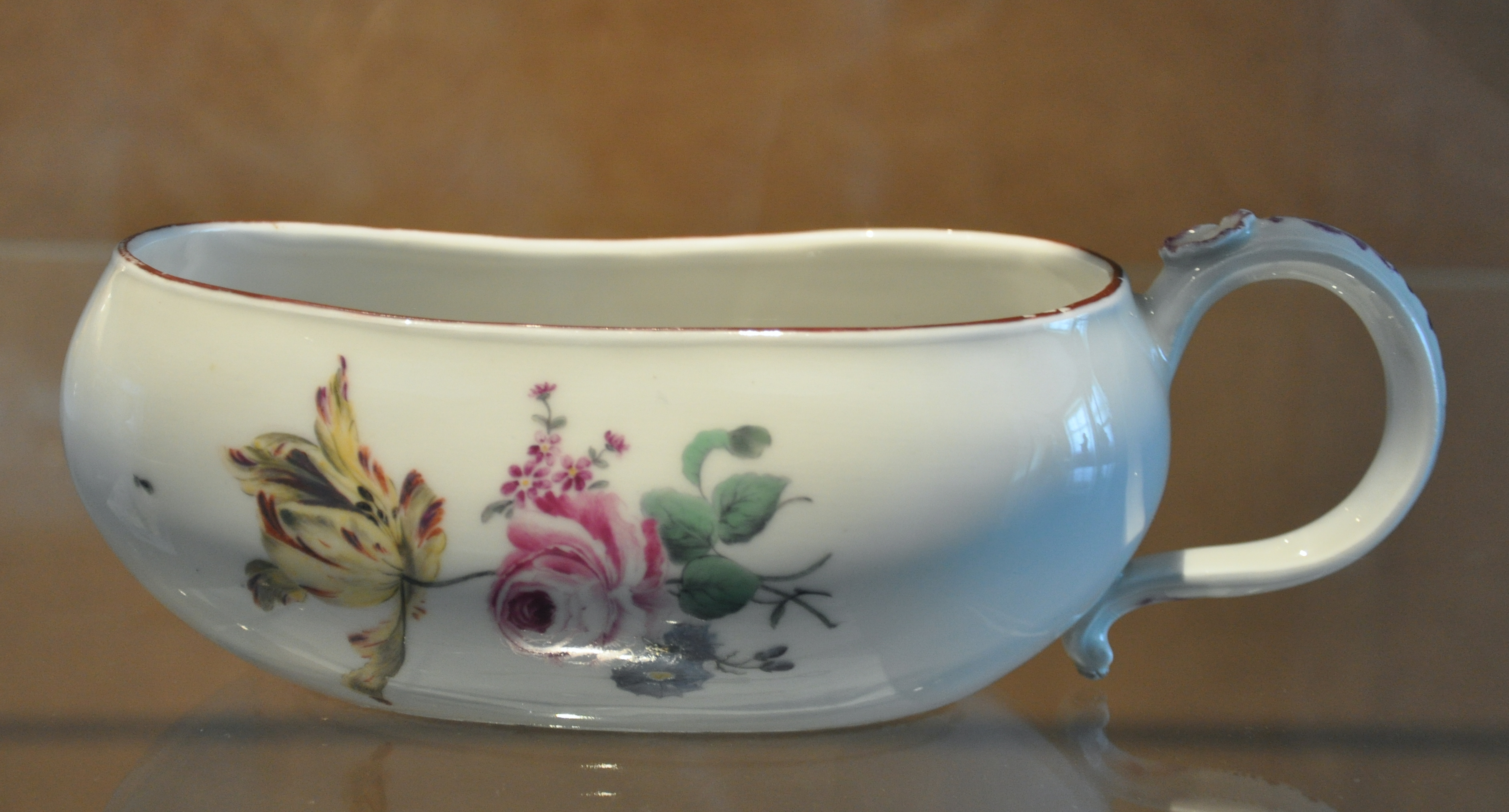
Бурдалю с цветочным рисунком (без знака художника). Фарфор, 1756-1759 годы
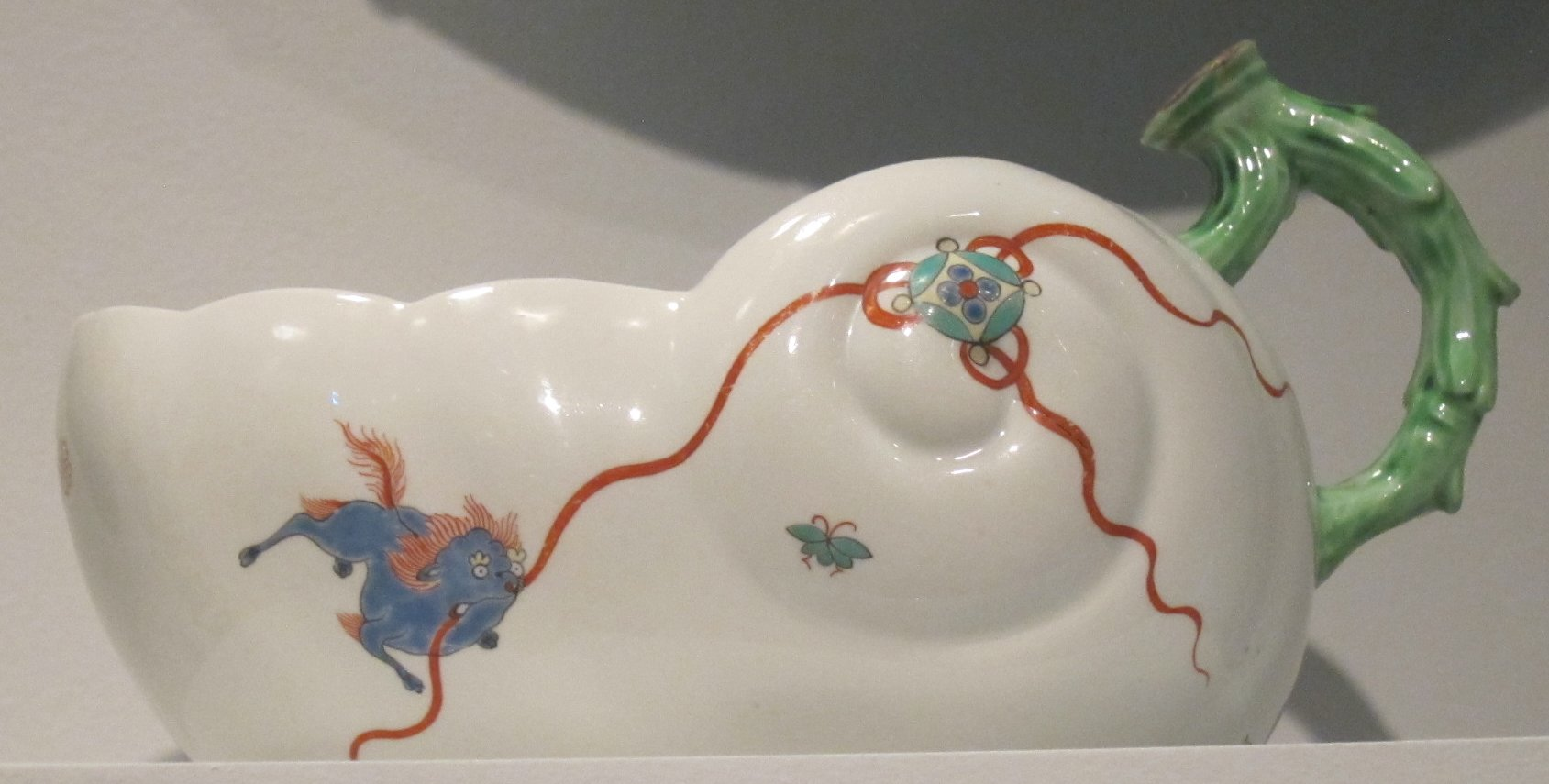
Французское бурдалю в форме ракушки с рисунком в восточном стиле. Фарфор, около 1735 года
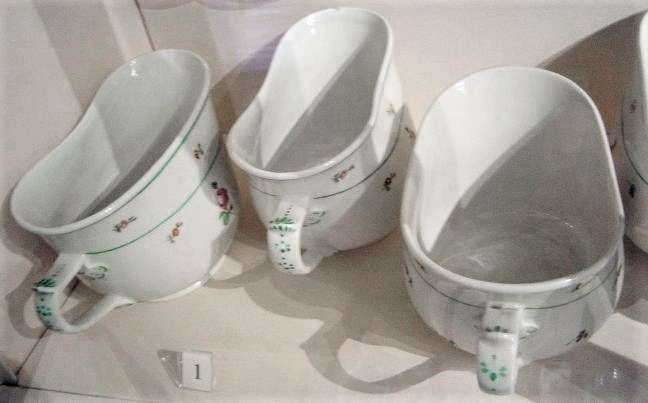
Бурдалю, принадлежавшее бывшей австрийской императорской фамилии. Хофбург, Вена